# 约阿希姆·尼尔松 (1966年)
约阿希姆·尼尔松（瑞典語：Joakim Nilsson，1966年3月31日—），生于兰斯克鲁纳，瑞典男子足球运动员，场上位置是中场。他曾代表瑞典参加1990年国际足联世界杯和1992年欧洲足球锦标赛。